# المؤتمر الوطني لحقوق المرأة
المؤتمر الوطني لحقوق المرأة هو سلسلة سنوية من الاجتماعات التي تعزز ظهور الحركة الأولى لحقوق المرأة في الولايات المتحدة. في عام 1850، عُقد المؤتمر الوطني لحقوق المرأة في ووستر بولاية ماساتشوسيتس، وجمع بين عددٍ من القيادات النسائية والرجالية، وحصل على دعم كبير خصوصًا من دُعاة إلغاء الاسترقاق. وألقيت فيه كلمات بشأن مواضيع المساواة في الأجور، وتوسيع نطاق التعليم والفرص الوظيفية، وحقوق المرأة في الملكية، وإصلاح الزواج. وكان من بين المواضيع الرئيسية التي نوقشت في المؤتمر إقرار قوانين تعطي حق التصويت للمرأة.

## نظرة عامة

### مؤتمر سينيكا فولز
في عام 1840، سافرت كل من ليكريتيا موت واليزابيث كادي ستانتون مع زوجيهما إلى لندن لحضور أول مؤتمر عالمي لمكافحة الرق والعبوديّة، ولكن لم يُسمح لهما بالمشاركة لأنهما من النساء. وقد أصبحت موت وستانتون صديقتين هناك واتفقتا على تنظيم مؤتمر لتعزيز ودعم قضية حقوق المرأة. ولم يتم ذلك حتى صيف عام 1848 حين نظمت موت، وستانتون، وثلاث نساء أخريات مؤتمر سينيكا فولز، وهو المؤتمر الأول فيما يخص حقوق المرأة، حضره نحو 300 شخص على مدى يومين، منهم نحو 40 رجلًا. وقد تسبب القرار بشأن موضوع تصويت النساء في إثارة الشقاق والخلاف إلى أن صعد فريدريك دوغلاس إلى المنصة وألقى كلمة حماسية لصالح حق التصويت في إطار الإعلان المقترح للآراء ووجهات النظر. وبعد ذلك وقع مائة من الحاضرين على الإعلان.

### مؤتمرات أخرى لحقوق المرأة
وأعرب الموقعون على الإعلان عن أملهم في «سلسلة من المؤتمرات، تنطوي على كل جزء من البلد» لمتابعة اجتماعهم. وبسبب الشهرة والقدرة على التخطيط التي تتمتع بها لوكريتيا موت، والتي لن تكون قادرةً على زيارة منطقة ابستيت في نيويورك لفترة طويلة، قام بعض المشاركين في سينيكا فولز بتنظيم اجتماع إقليمي آخر بعد أسبوعين، وهو مؤتمر حقوق المرأة في روتشستر لعام 1848، والذي يضم العديد من متحدثي المؤتمر الأول. وكان أول مؤتمر لحقوق المرأة ينظم على مستوى الدولة هو مؤتمر المرأة في أوهايو في سالم عام 1850م.

### التخطيط
وفي أبريل 1850، عقدت نساء أوهايو مؤتمرًا لبدء تقديم التماس بشأن معاهدتهن الدستورية من أجل المساواة في الحقوق القانونية والسياسية للمرأة. وكتبت لوسي ستون، التي هوجمت لنشاطها من أجل حقوق المرأة بينما كانت طالبة في كلية أوبرلين في أوهايو، وبدأت في إلقاء المحاضرات حول حقوق المرأة بعد تخرجها في عام 1847، كتبت إلى منظمي مؤتمر أوهايو متعهدة بأن تحذو ماساتشوستس حذوهم.
وفي نهاية مؤتمر إنجلترا لمكافحة الرق في 30 مايو 1850، أُعلن عن عقد اجتماع للنظر في ما إذا كان سيعقد مؤتمر لحقوق المرأة. وفي تلك الأمسية، ترأس بولينا كلج رايت ديفيس اجتماعًا كبيرًا في قاعة ميلوكايون في بوسطن، بينما تولت لوسي ستون منصب السكرتيرة. وتحدثت ستون، وهنري سي رايت، وويليام لويد غاريسون، وصموئيل بروك، عن الحاجة إلى مثل هذا المؤتمر. وقال غاريسون الذي ترأس أول عريضة اقتراع نسائية أُرسلت إلى مجلس الشورى في ماساشوسيتس في العام السابق: «أعتقد أن أول شيء يجب أن تقوم به نساء هذا البلد هو المطالبة بامتيازاتهن السياسية. ومن بين 'الحقائق البديهية' التي أعلن عنها إعلان الاستقلال 'جميع الحكومات تستمد قوتها العادلة من موافقة المحكومين'»، وقرر الاجتماع الدعوة إلى عقد مؤتمر وتحديد منطقة وستر في ولاية ماساشوسيتس كمكان له، على أن تكون فترته في 16 و17 أكتوبر 1850. وقد عينت كلًا من ديفيس، وستون، وآبي كيلي فوستر، وهاردوت كيزيا هانت، وإليزا كيني، ودورا ضمن لجنة الترتيبات.
وطلبت ديفيس وستون من ويليام إلدير، وهو طبيب متقاعد في فيلادلفيا، أن يخططا للدعوة للمؤتمر في وقت تجهيزهما لقائمة المتحدثين. وكتبت ستون إلى أنطوانيت براون، وهي طالبة في أوبرلين، «نحن بحاجة إلى كل النساء المعتادات على الكلام في الأماكن العامة». وعلى قائمة ديفيس كانت إليزابيث كادي ستانتون، التي اعتذرت عن الحضور وأرسلت رسالة دعم وكلمة تُقرأ باسمها. وكانت ستانتون ترغب بالبقاء في المنزل لأنها ستكون في مراحل متأخرة من الحمل.
وبعد أن أكملت جزءها من المراسلات، ذهبت ستون إلى إيلينوي لزيارة أخ لها. وفي غضون أيام من وصولها، توفي بسبب الكوليرا، وترك ستون لتسوية شؤون أخيها ومرافقة أرملته الحامل إلى الشرق. وخوفًا من عدم تمكنها من العودة لمدة ثلاثة أشهر، كتبت إلى ديفيس تطلب منها أن تتولى أمر إصدار الدعوات. بدأت الدعوة بالظهور في سبتمبر، مع تأجيل موعد المؤتمر مدة أسبوع، واسم ستون على رأس قائمة تسعة وثمانين موقعة:33  من ماساشوسيتس، وعشرة من رود آيلاند، وسبعة عشر من نيويورك، وثمانية عشر من بنسلفانيا، وواحد من ميريلاند، وتسعة من أوهايو. وبينما بدأت الدعوة بالانتشار والظهور أكثر، كانت ستون قريبة من الموت في أحد البنايات على جانب الطريق، وبدأت في رحلة العودة عبر إنديانا مع أختها غير الشقيقة، وخلال أيام أصابتها حمى التيفود التي أبقتها في الفراش لمدة ثلاثة أسابيع. وعادت إلى ماساتشوستس في أكتوبر، قبل أسبوعين فقط من المؤتمر.

## 1850 في ورسيستر
عُقد المؤتمر الوطني الأول لحقوق المرأة في برنلي هول في ورسيستر، في ماساشوسيتس، في الفترة من 23-24 أكتوبر عام 1850. حضره نحو 900 شخص في الدورة الأولى، وقد شكل الرجال الأغلبية. ونشرت عدة صحف حضور أكثر من ألف شخص بعد ظهر اليوم الأول، وحضر الوافدون من إحدى عشرة ولاية.
افتتحت الجلسة سارة إيرل، وهي قائدة في منظمات مكافحة الرق بورسيستر. واختيرت باولينا رايت ديفيس لترؤس كلمتها الافتتاحية ودعت إلى «تحرير فئة، واستخلاص نصف العالم، وإعادة تنظيم مطابقة لجميع المصالح والمؤسسات الاجتماعية والسياسية والصناعية».
وحدد القرار الأول الصادر عن لجنة الأعمال هدف الحركة: «تأمين المساواة السياسية والقانونية والاجتماعية مع الرجل، إلى أن يتحدد مجالها على أساس ما يحدده وحده وصلاحياته وقدراته، وتعزيزها وصقلها بتعليم يتوافق مع طبيعتها». مجموعة أخرى من القرارات التي طرحت مطالبة المرأة بالحقوق المدنية والسياسية المتساوية، وطالبت بشطب كلمة «ذكر» من كل دستور للدولة. وتناولت وفود أخرى قضايا محددة تتعلق بحقوق الملكية، والحصول على التعليم، وفرص العمل، في حين اعتبرت بلدان أخرى الحركة كجهد لضمان «الحقوق الطبيعية والمدنية» لجميع النساء، بمن فيهن النساء اللواتي يتعرضن للعبوديّة.
وناقش المؤتمر أفضل طريقة لتنظيم هذه الأنشطة لتعزيز أهدافها. وقال ويندل فيليبس، إدراكا منه لمعارضة العديد من الأعضاء للمجتمعات المنظمة، إنه لا توجد حاجة لإنشاء جمعية أو وثيقة تأسيس رسمية، فالاتفاقيات السنوية واللجنة الدائمة لترتيب هذه الاتفاقيات هي منظمة بما فيه الكفاية، والقرارات التي تتخذ في الاتفاقيات يمكن أن تكون بمثابة إعلان مبادئ.